# Амрита
Амри́та(м) (санскр. अमृत, IAST: amṛta, «бессмертие») — в индуистской мифологии — напиток богов, делающий их бессмертными. Предание гласит, что амриту получали путём пахтания Молочного океана (кширодаматхана). Богам амриту доставляла Мохини.
Как указывает Жорж Дюмезиль, понятие амриты восходит к праиндоевропейской религии и тождественно амброзии.